# De Kova-Lejeune
L'equip De Kova-Lejeune va ser un equip ciclista francès que competí professionalment el 1973.

## Principals resultats

### A les grans voltes
- Volta a Espanya
  - 0 participacions

- Tour de França
  - 1 participacions (1973)
  - 0 victòria d'etapa:
  - 0 victòria final:
  - 0 classificacions secundàries:

- Giro d'Itàlia
  - 0 participacions